# حاجی‌آباد (قصرقند)
حاجی‌آباد، روستایی در دهستان ساربوک بخش ساربوک شهرستان قصرقند در استان سیستان و بلوچستان ایران است.

## جمعیت
بر پایه سرشماری عمومی نفوس و مسکن در سال ۱۳۹۵، جمعیت این روستا برابر با ۱٬۰۸۴ نفر (۲۵۷ خانوار) بوده‌است.